# Асратян, Григор Оганесович
Григор Оганесович Асратя́н (арм. Գրիգոր Հովհաննեսի Հասրաթյան; 24 ноября 1919, Агкенд, Зангезурский уезд — 10 мая 2001, Ереван) — армянский советский государственный и общественный деятель.

## Биография

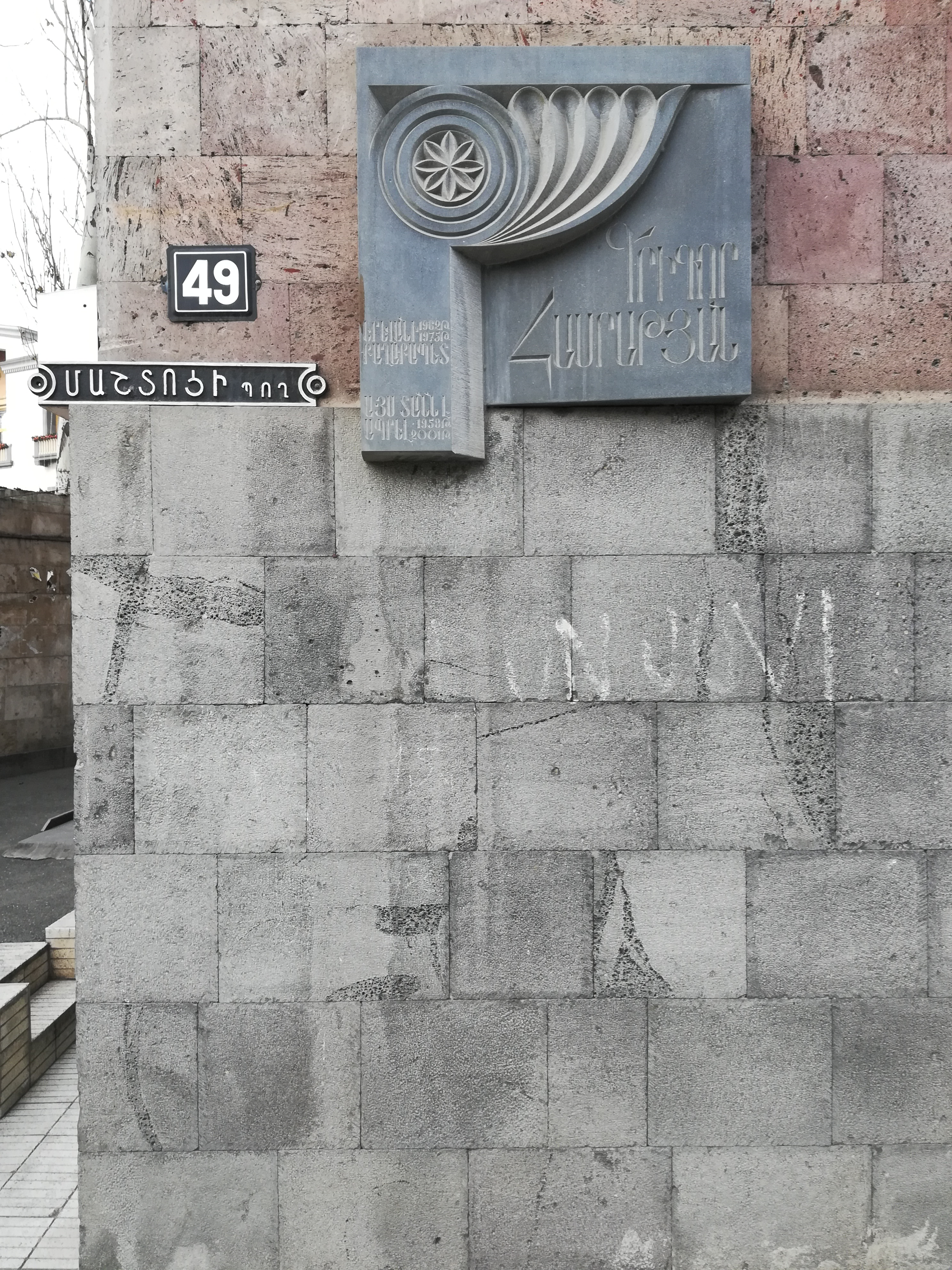
Мемориальная доска в Ереване. Проспект Маштоца

Григорий Иванович (Григор Оганесович) Асратян родился 24 ноября 1918 года, в селе Агкенд/Киракосик Первой Республики Армении (ныне село Ашотаван в Армении).
В 1937 году закончил Ереванский горно-металлургический техникум, В 1942 г. окончил Ереванский политехнический институт, инженер-строитель.
В 1942—1945 гг. работал инженером, 1945—1950 гг. был начальником коммунального отдела Ленинского райисполкома; в 1950—1952 гг. являлся заместителем председателя, в 1952—1956 гг. — председателем Ленинского райисполкома г. Еревана. В 1956—1958 гг. был заместителем председателя исполкома Ергорсовета, в 1958—1960 гг. — директором института «Ереванпроект».
С 1960 г. — член Союза архитекторов Армении, 1960—1962 гг. Григор Асратян занимал должность мэра Ленинакана, а с 1962 по 1975 гг. работал мэром Еревана; в 1979—1985 гг. — начальник управления по охране и использованию памятников истории и культуры при совмине Арм. ССР, в 1985—1990 гг. работал директором мемориального комплекса Сардараnатской битвы и Государственного музея этнографии Армении. Кавалер двух орденов Трудового Красного Знамени.
В 1998-году удостоился звания почётного гражданина Еревана.
Он был 39-м мэром города Еревана.
Первое торжество Эребуни-Ереван 2750 связано с Григором Асратяном

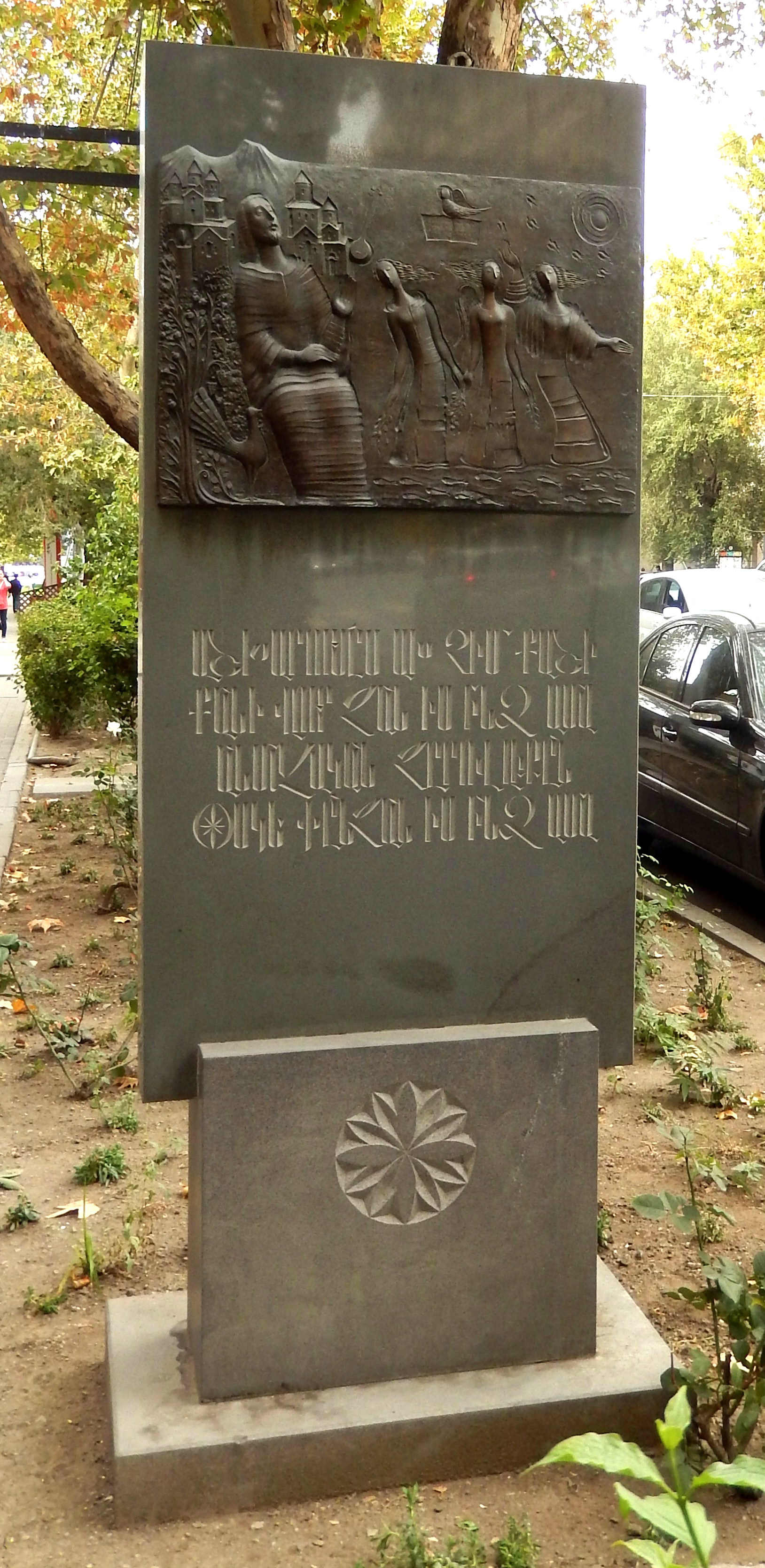
Grigor Hasratyan Memorial Plaque (Yerevan)

## Цитаты от Асратяна
Архитектура — это средство воспитания человека. Да. Человеческое существо, безусловно, является первым фактором в строительстве. Речь идет не о том, что мы строим, а о том, для кого мы строим. Его духовный мир, завтрашний день, прежде всего это то, о чём мы должны заботиться.

## Цитаты о Aсратяне
«Григор Асратян был вечно посвящен своему городу, любил Ереван и жил с ним, он знал все о каждом уголке города, о каждом парке», Джим Торосян (академик, архитектор)
«Я очень горжусь тем, что я жил во времена Григора Асратяна. Я на сто процентов уверен, что Ереван, как столица со своим внешним видом, сложился в то время, когда президентом исполнительного комитета городского совета стал Григор Асратян». Лаврентий Барсегян — доктор исторических наук
«Он был безупречен — это была его самая большая слабость». Андрей Битов-русский писатель